# Ласло Дістль
Ласло Дістль (угор. Disztl László, нар. 4 червня 1962, Байя) — угорський футболіст, що грав на позиції захисника. По завершенні ігрової кар'єри — тренер.
Виступав, зокрема, за клуби «Відеотон» та «Брюгге», а також національну збірну Угорщини.
Дворазовий чемпіон Бельгії. Володар Кубка Бельгії.

## Клубна кар'єра
У дорослому футболі дебютував 1980 року виступами за команду клубу «Відеотон», в якій провів сім сезонів, взявши участь у 189 матчах чемпіонату.  Більшість часу, проведеного у складі «Відеотона», був основним гравцем захисту команди.
Протягом 1987—1989 років захищав кольори команди клубу «Гонвед».
Своєю грою за останню команду привернув увагу представників тренерського штабу клубу «Брюгге», до складу якого приєднався 1989 року. Відіграв за команду з Брюгге наступні п'ять сезонів своєї ігрової кар'єри.
Завершив професійну ігрову кар'єру у клубі «Фехервар», за команду якого виступав протягом 1994—1995 років.

## Виступи за збірну
У 1984 році дебютував в офіційних матчах у складі національної збірної Угорщини. Протягом кар'єри у національній команді, яка тривала 9 років, провів у формі головної команди країни 28 матчів, забивши 1 гол.
У складі збірної був учасником чемпіонату світу 1986 року у Мексиці.

## Кар'єра тренера
Розпочав тренерську кар'єру, повернувшись до футболу після тривалої перерви, 2008 року, очоливши тренерський штаб клубу «Відеотон». Наразі досвід тренерської роботи обмежується цим клубом.

## Титули і досягнення
- Чемпіон Бельгії (2):

«Брюгге»: 1989-90, 1991-92
- Володар Кубка Бельгії (1):

«Брюгге»: 1990-91
- Володар Суперкубка Бельгії (4):

«Брюгге»: 1990, 1991, 1992, 1994